# Неодасисцифа
Неодасисцифа (Neodasyscypha) — рід грибів родини Hyaloscyphaceae. Назва вперше опублікована 1987 року.

## Класифікація
Згідно з базою MycoBank до роду Neodasyscypha відносять 2 офіційно визнаних вида:
- Neodasyscypha cerina (Pers.) Spooner
- Neodasyscypha subciboria (Rodway) Spooner

## Поширення та середовище існування
В Україні зростає неодасисцифа восково-жовта (Neodasyscypha cerina).

## Галерея

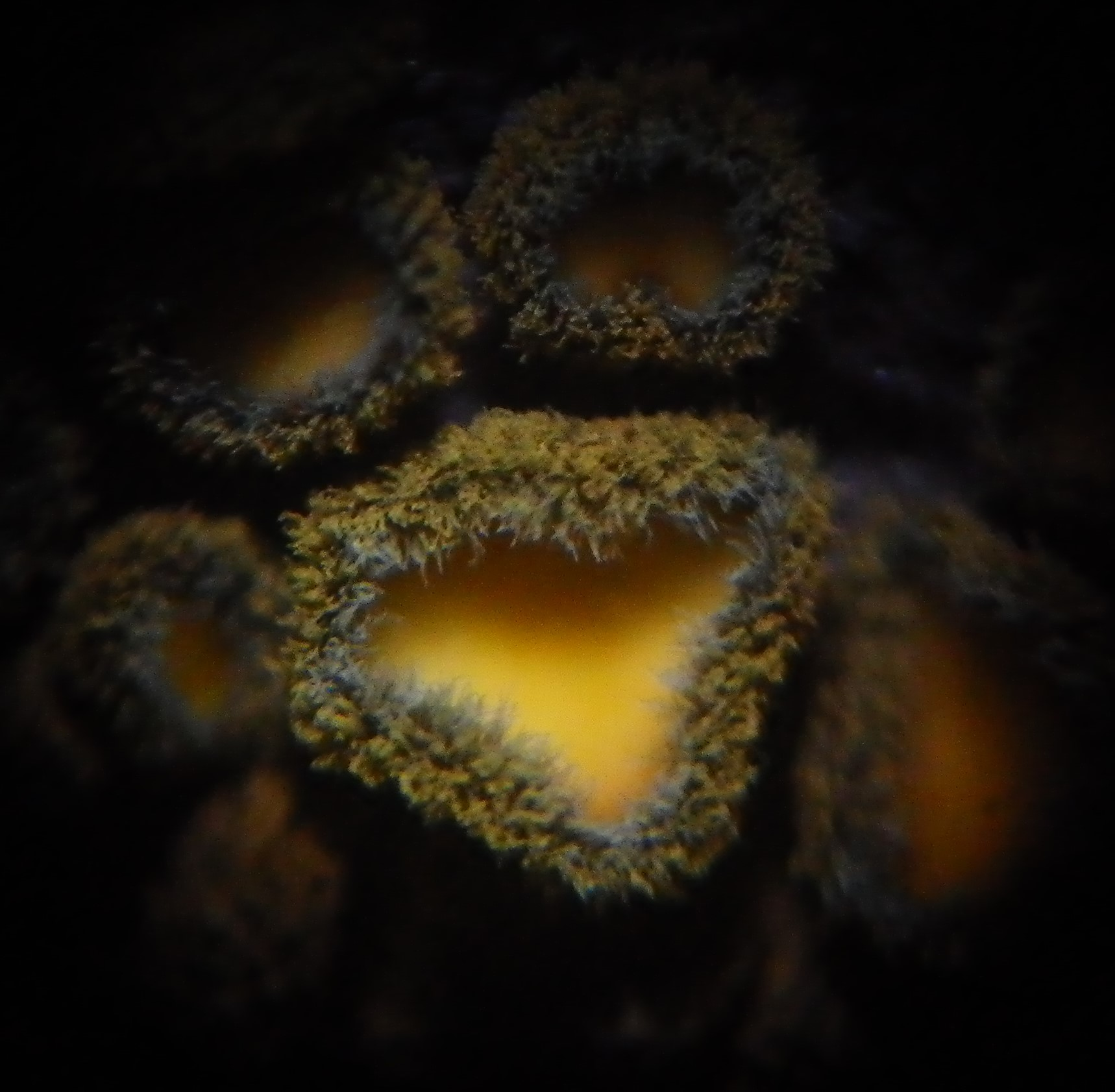
Neodasyscypha cerina